# الفنانات الفلسطينيات
الفنانات الفلسطينيات يشيرن إلى الفنانات اللواتي يحددن هويتهن على أنهن فلسطينيات. قد يكون هؤلاء الفنانون قد عاشوا في منطقة فلسطين التاريخية، أو يعيشون في دولة فلسطين الحالية ( الضفة الغربية وقطاع غزة )، أو هم أعضاء في الشتات الفلسطيني. يستغل هؤلاء الفنانون تجاربهم مع القمع العنصري والجنسي والثقافي لخلق أعمال تحافظ على الهوية الفلسطينية.
تضطر الفنانات المقيمات حاليًا في فلسطين إلى إيجاد طرق إبداعية للتعبير عن ثقافتهن من أجل التغلب على القيود التي تفرضها إسرائيل عليهن، مثل القوانين التي تحظر عرض العلم الفلسطيني في الجامعات والمؤسسات.
تتضمن بعض المواضيع الشائعة التي تستخدمها الفنانات الفلسطينيات الإشارة إلى الأرض ووضع اللاجئ والجسد.

## المواضيع

### الوطن
يرتبط فن الفنانات الفلسطينيات بوطنهن. سواء كان النهر أو البحر أو الصحراء، فإن المناظر الطبيعية لها أهمية بالغة في عمل الفنانين. استخدمت الفنانات في مخيمات اللاجئين مواهبهن الفنية في الغالب لإنشاء تطريز تقليدي بزخارف من مسقط رأسهن.

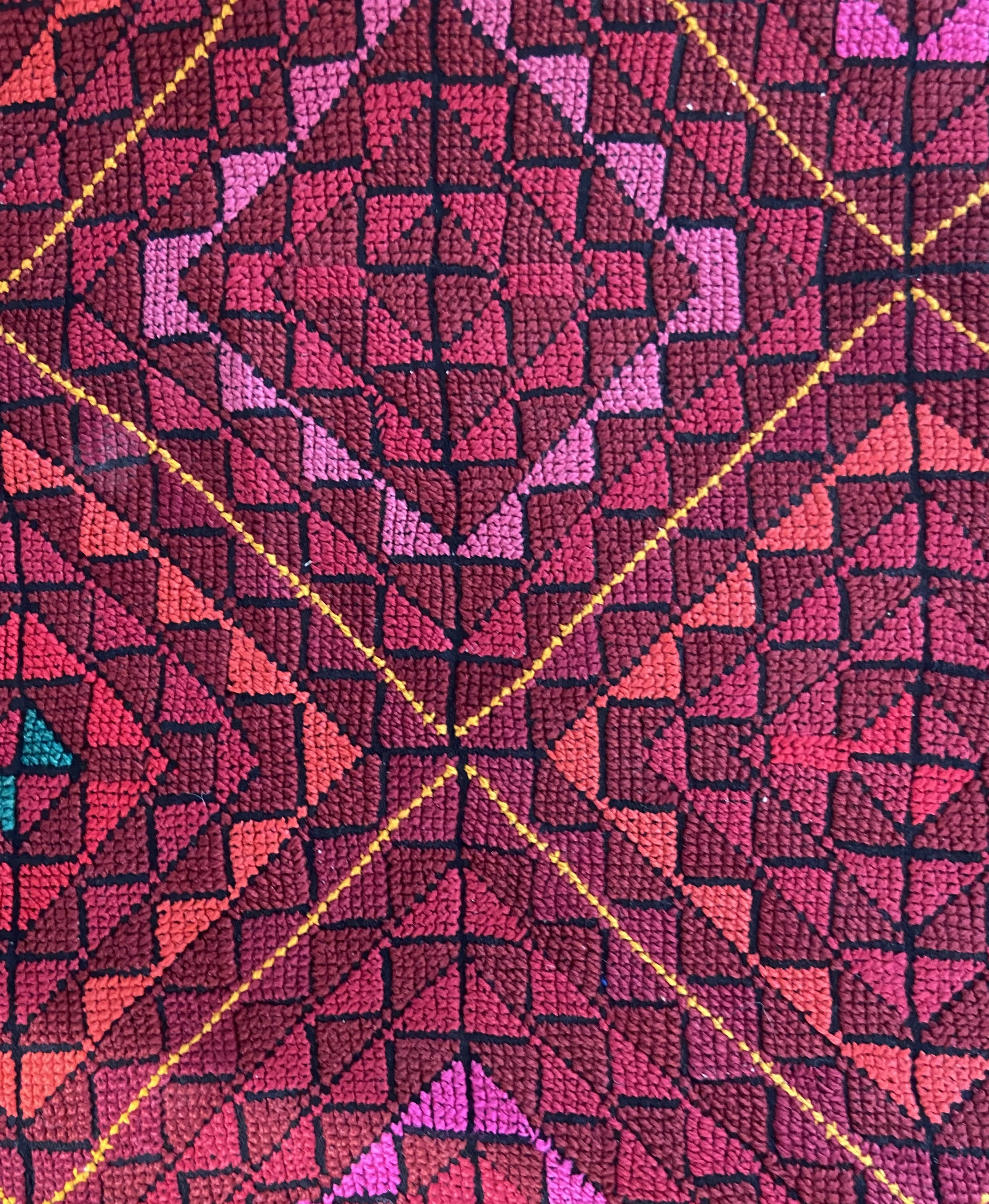
تطريز من فستان بئر السبع

بالنسبة للفلسطينيين، أصبح الفن وسيلة لاستعادة وطنهم المفقود في المنفى. وتجسد الفنانتان جمانة الحسيني وجوليانا سيرافيم هذا الأمر، فكل منهما لها أسلوبها الفني المميز، ولكنهما تشتركان في النهج نفسه في تصوير القدس على أنها مدينة مثالية. ومن خلال أعمالهم، فإنهم يمثلون عاصمتهم المفقودة، ويقدمون لمحات عن مدينة موجودة في الذاكرة. غالبًا ما يمزج فن جمانة الحسيني بين التجريد وعناصر العمارة الإسلامية، مع التركيز على تصاميم وألوان القدس. يستخدم الحسيني الفن الهندسي والأنسجة لإنشاء قطع فنية حديثة وتقليدية في نفس الوقت. من ناحية أخرى، تستكشف لوحات جوليانا سيرافيم السريالية موضوعات النزوح، باستخدام الرمزية لتمثيل تأثير الوطن على الهوية. يجسد عملها المنفى، ويصور ألم الانفصال وكذلك الأمل في العودة. في كلتا الحالتين، يتجاوز فنهما التجارب الشخصية، ليعكس سرديات أوسع للهوية والتراث الفلسطيني.

### وضع اللاجئ

جدارية التميمي، على الحائط ، من عمل جوريت وتوكيوس

لقد أثر وضع اللاجئين بشكل عميق على تجارب الفنانات الفلسطينيات، اللواتي يستخدمن أعمالهن للحفاظ على الذاكرة والتعبير عن آلام المنفى. منذ نكبة عام 1948، واجه الفلسطينيون النزوح وفقدان منازلهم وهويتهم. يعكس فنانون مثل ليلى كساب هذه الصراعات في فنهم، حيث يلتقطون الصدمة والمرونة في آن واحد. ليلى كساب، فنانة عصامية من مخيم رفح للاجئين، تصف الفن بأنه "جواز سفرها إلى العالم". وكثيراً ما تستخدم الطيور رمزاً للحرية والسلام الداخلي، وهو أمرٌ يُعتبر "صعب المنال في بلدي – الذي يشهد حروباً متوالية". وتظهر النساء أيضًا بشكل متكرر في لوحاتها، حيث يمثلن وطنهن أو "الأرض الطيبة". في عملها "سجينة الحياة"، تصور كساب امرأة ذات شعر أخضر، تضع رأسها على يدها بينما تقف حمامة على ذراعها. الحمامة ترمز إلى رغبتها في الحرية. وتقول كساب إن الألوان والأشكال الحية تعبر عن مشاعرها بأنها "حرمت من طفولتها" و"اضطهدت كامرأة" في غزة. استُلهمت هذه اللوحة من عهد التميمي، الناشطة الشابة التي اعتقلت لمقاومتها للاحتلال الإسرائيلي.
إن استخدام كساب للألوان رمزي. "الألوان الدافئة والباردة... تمتزج معاً للتعبير عن حياة اللجوء والشتات التي يعيشها شعبي"، كما توضح. وعلى الرغم من تحديات العيش في غزة، تواصل كساب إبداعها ومشاركة فنها على مستوى العالم. وتواجه صعوبة في كثير من الأحيان في الحصول على المواد اللازمة، مشيرة إلى أنها "في بعض الأحيان لا تجد الألوان المفضلة لديها متوفرة في غزة" أو لا تستطيع تحمل تكلفتها. ومع ذلك، تقول: "أحاول جاهدة ألا أتوقف عن الرسم"، حتى أنها ترسم بالمكياج بعد تدمير مرسمها في حرب عام 2012. وتصف عملها الفني بأنه "اخترق الحصار بالفعل".

### الجسد
أحد الجوانب الرئيسية للفن النسائي في فلسطين هو تصوير جسد الأنثى والأمومة وارتباطها بالأرض. في كثير من الأحيان في الفن الفلسطيني، تمثل المرأة "الأمومة والخصوبة والوطن... فهي التي تربي الأجيال. وهي التي تشارك الرجل أحلامه". تمثل المصورة الفوتوغرافية فاتن فوزي نسطاس السجن في أعمالها "صرخة" (2000)، حيث يظهر تمثال جبس لامرأة مسجونة بين نافذتين معدنيتين، و"الله يرحمك" (2018) الذي يظهر الجدار الذي يبقي الفلسطينيين محاصرين.
يرتبط بالسجن الاستقلال الذي تتمتع به المرأة على جسدها. يتجلى هذا في أعمال جمانة إميل عبود الكولاجية، كما في عملها "لا أشعر بشيء" (2012). يُظهر العمل جسد امرأة عارٍ، بلا يدين، وسط كومة من الأشلاء المبتورة. كما تُصوّر منار حسن بجرأة جنسية المرأة في أعمالها، وكذلك حنان أبو حسين التي تُبرز في أعمالها أبعاد صدور النساء وأقدامهن. أما الكاتبة والشاعرة والرسامة عايدة نصر الله، فتصور النساء عاريات، ضعيفات، ومرتبطات بالأرض. غالبًا ما يكون جسد المرأة بحد ذاته تمثيلًا مجازيًا لفلسطين، وفكرة أن فلسطين "أم". تستخدم نصرالله صورًا مثل القمح وحقول الشوفان في لوحاتها حيث تصور النساء العاريات لتمثل ارتباطهن العاري المتأصل بالطبيعة. تستخدم ليلى الشوا سرطان الثدي كاستعارة لكل الدمار الذي تتعرض له الأرض الفلسطينية المادية بسبب القصف النووي والتجريف.

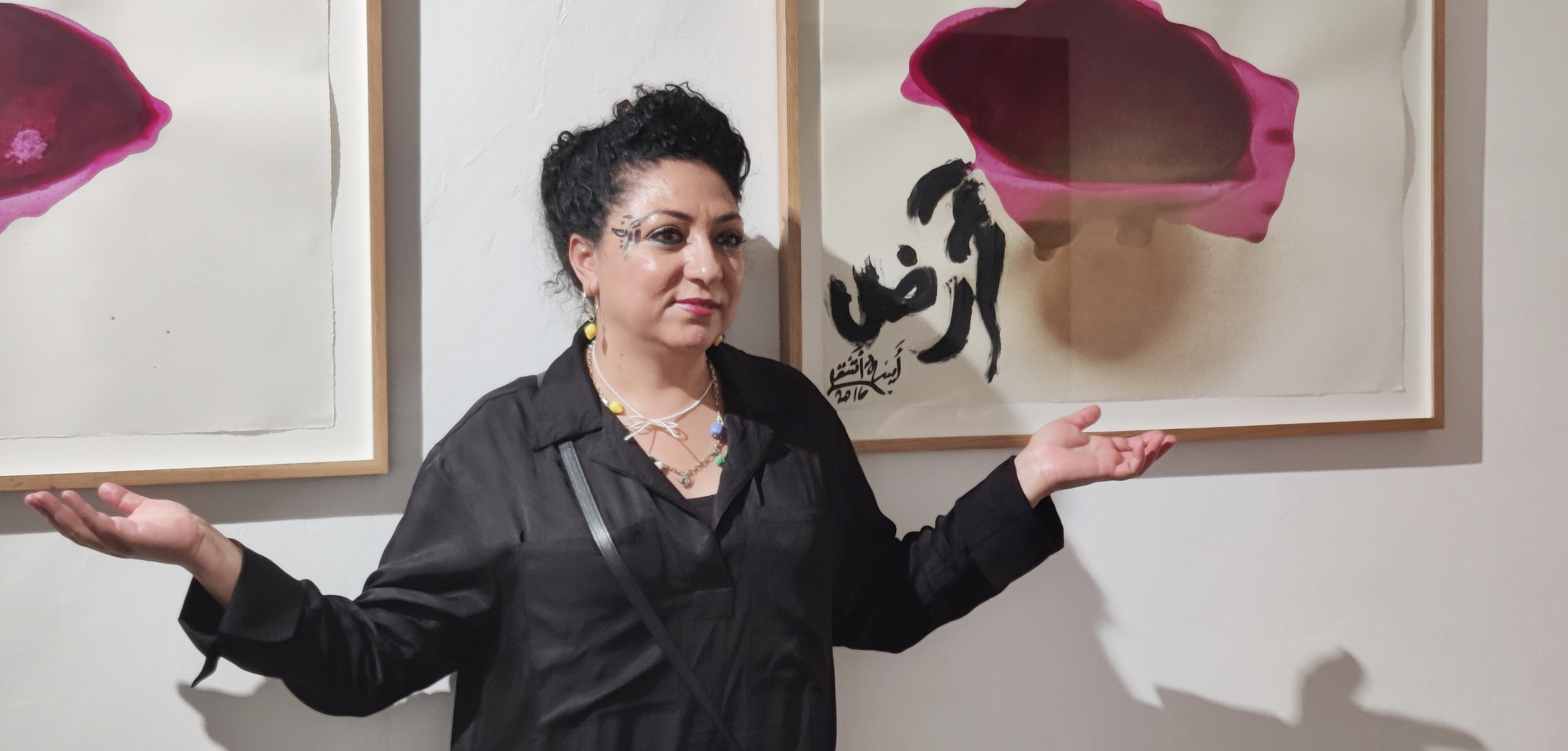
"أنيسة أشقر 01" لتلموريير. أشقر مع عملها.

تستغل الفنانات مثل أنيسة أشقر الاستخدام الشائع لأجساد النساء لتمثيل الوطن الفلسطيني لتطوير استخدام الشخصيات النسائية في الفن الفلسطيني. قطعة أدائها، في غمضة عين، هي تفسير رقص لمدة 15 دقيقة لأسطورة ميدوسا حيث "تدرك أنيسة أشقر نفسها: جميلة ومظلمة، قوية ومشرقة، ذات سيادة وتتحكم في مصيرها بشكل كامل" (أفيف).

### الرموز
تشمل الرموز الشائعة في الفن النسائي الفلسطيني الكوفية، والبرتقال، وأغصان الزيتون، والحمام، والرموز الدينية، وألوان العلم الفلسطيني (الأحمر، والأسود، والأخضر، والأبيض)، والبطيخ، والنساء أنفسهن.
تستخدم جمانة إميل عبود السيدة مريم العذراء لتمثيل الصراعات المتشابهة بينها وبين النساء الفلسطينيات. تستخدم الفنانة تمام الأكحل الحصان لتمثيل الأرض المقدسة في لوحتها "القدس". في لوحة الفنان تمام الأكحل "الشاهد"، يصور المشهد الطبيعي بالحمام، رمز السلام، جالساً على سلك شائك بينما يزحف طفل صغير من بين الأنقاض. تغطي الفنانة الجرافيتي ليلى عجاوي أعمالها برموز مثل الكوفية وأغصان الزيتون والعلم الفلسطيني والحمام.

### التجريد
تعبر الفنانات الفلسطينيات اللواتي يستكشفن التجريد في أعمالهن عن مواضيع ثقافية واجتماعية وسياسية مشتركة لتوصيل رسائلهن إلى جمهورهن. وبحسب مقال في دليل سان دييغو المكتبي، "بدأ الفنانون الفلسطينيون يستخدمون السريالية والتجريد بشكل متزايد، وغالباً ما كانوا يبحثون عن طريقة جديدة للتعبير عن الحياة في ظل الاحتلال مع توسيع نطاق تخصصهم.
تستخدم جومانا إميل عبود الرسومات ومقاطع الفيديو والعروض والأشياء والنصوص للتنقل بين موضوعات الذاكرة والخسارة والمرونة. من خلال الإشارة إلى صور مألوفة تتراوح من مريم العذراء والشخصيات الفرعونية إلى أنواع مختلفة من الفن الأكريليكي التجريدي، تتناول عبود موضوعات الأنوثة والذاكرة الثقافية. على سبيل المثال، في لوحتها الأكريليكية "نصف الوجود الذي لا يطاق"، تمثل لوحاتها المغسولة بالألوان الفلسطينيين بطرق تحافظ على الذاكرة، باستخدام رموز تمثل أنواعًا مختلفة من مصادر المياه، مثل الجداول أو الأنهار للاتصال بوطنهم. يقول عبود: "لقد كانت المناظر الطبيعية التي عشنا فيها في فلسطين على مدى آلاف السنين أرضاً ساحرة. كان مصدر المياه الطبيعي -النبع، البئر، النهر- بمثابة أرض يسكنها الأرواح، الطيبة والسيئة. "أحب أن أشير إلى مثل هذه المياه باعتبارها مواقع حيوية". يدفع عملها جمهورها إلى إدراك وإدراك حقيقة تأثير التطهير العرقي على الثقافة الفلسطينية. بالإضافة إلى ذلك، فإن رسوماتها للأجسام البشرية تخدم كنقد للصور النمطية عن النساء، وخاصة فيما يتعلق بالمتعة الأنثوية، كما يتضح من تركيزها على البظر كرمز للاستقلالية.

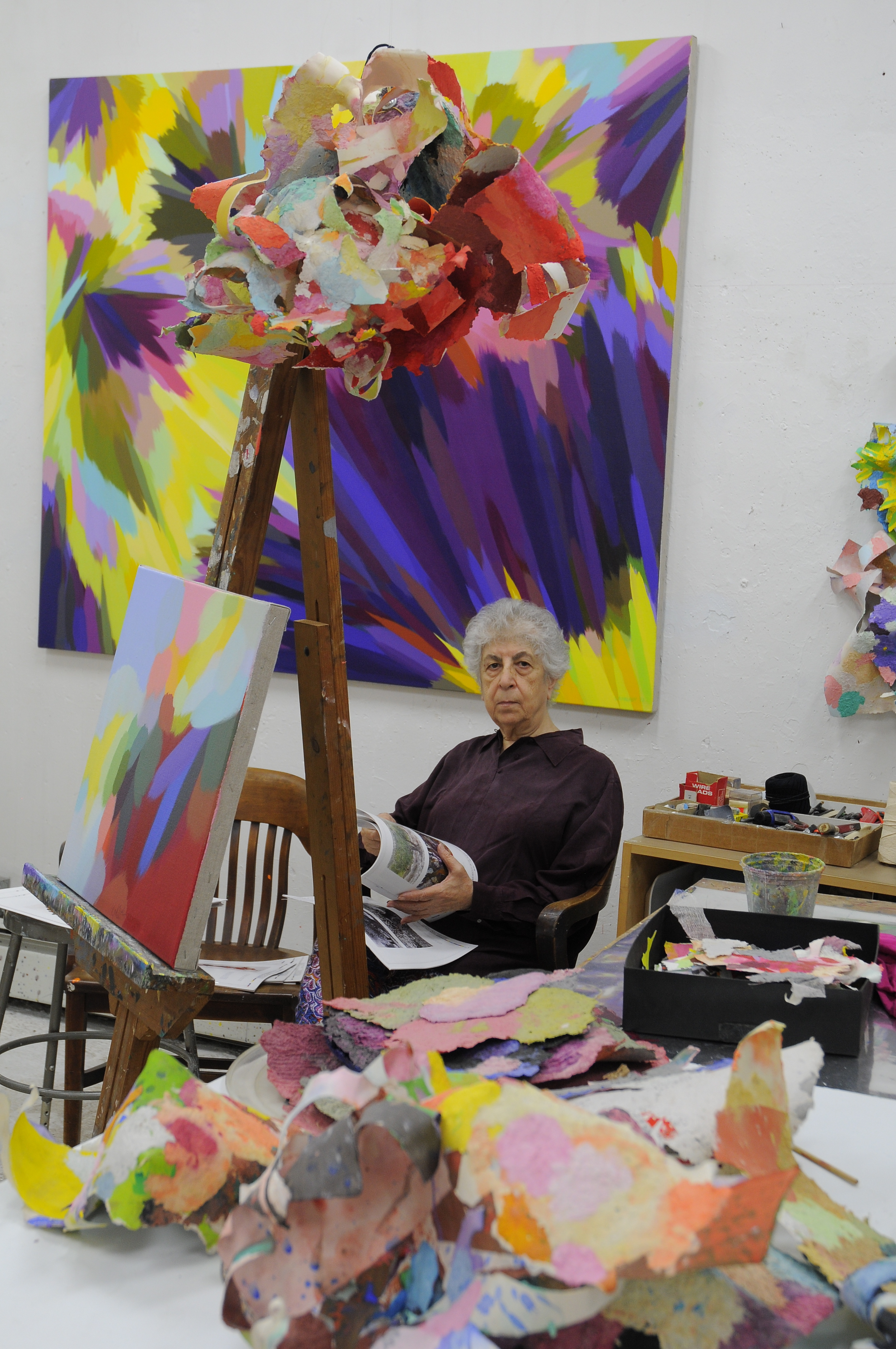
حلبي 2016" لبالبالبا11122

بالمثل، سعت جوليانا سيرافيم إلى فحص الذات الداخلية. يتراوح فن سيرافيم من الرسوم التوضيحية المثيرة في رواية "إناء الحنان إلى القمر إلى نقوشها المعقدة والمحيرة بلا عنوان على الورق والتي تخلق جوًا خياليًا. يتحدى عملها المعايير الاجتماعية ويتحدى الواقع في محاولة لاستكشاف الذات بمعنى أكثر روحانية. ويأمل فنانون آخرون، مثل سامية حلبي ، في استعادة الفن التجريدي من الهيمنة الغربية من خلال انتقاد الفن الرأسمالي بشكل غير مباشر. وبشكل عام، تقدم عبود وسيرافيم وحلبى والعديد من الفنانات الفلسطينيات الأخريات اللاتي يستخدمن التجريد تمثيلات معقدة لموضوعات تحيط بالفحص الذاتي والصور النمطية الجنسية وجسد الأنثى.

## الفن المعاصر
تسعى الفنانات الفلسطينيات المعاصرات إلى تحرير الشكل الأنثوي من القمع الجنسي والفني والثقافي. يمثل عمل أنيسة أشقر الكائن الأنثوي من خلال الإمدادات المنزلية والجسد والموضوعات الحسية في حين يصور الكائن الذكر كشخصية موجهة للكلام وعقلانية للغاية. ثم تنقلب ديناميكية القوة هذه ببطء على مدار الأداء من خلال تصويرها الساخط لرجل إسرائيلي. وعلى الرغم من أن معظم الفنانين مثل أشقر لا يخلقون فنهم خصيصًا لمعارضة المفاهيم التقليدية في الأعمال السابقة، إلا أن هناك شعورًا واضحًا بالقتال بين هذه الأعمال ومفاهيم الذكورة والأنوثة. تسعى أشقر في عملها إلى إعطاء قوة رمزية للشخصية الضحية في رقصاتها، واستكشاف قوة الأنوثة من خلال الوحدة في الجماهي.
في كثير من الأحيان، يتحدى الفنانون أساليب التمثيل القديمة من أجل إيصال رسائلهم بطرق دقيقة. تستكشف الراقصة الإسرائيلية الفلسطينية سحر داموني موضوعات جسد الأنثى والمتعة والجنس من خلال تصميم رقصاتها. في حين أن هذه المواضيع شائعة جدًا في الفن، يرفض داموني في الوقت نفسه المواضيع العنصرية والجنسانية للغاية في الرقصات الشائعة التي تستكشف هذه المواضيع. تتمنى العديد من الفنانات استعادة الجسد الأنثوي من الثقافة المفرطة في الجنس في المساحات الفنية التي يهيمن عليها الذكور. إن المتعة التي لا تمثل مجرد متعة جنسية، بل هي إشباع روحي عميق تسعى إلى تحدي هياكل القوة الاجتماعية وتمكين الكائن الأنثوي بشكل أكبر.
إن الاحتجاز داخل القيود الإسرائيلية يولد أساليب جديدة لتصوير الهوية الوطنية في أعمال الفنانات. ويواصل الفنانون المعاصرون إرث الفن الفلسطيني من خلال رسائلهم السياسية الدقيقة والفعالة من خلال استخدام الألوان الوطنية ورموز المقاومة وموضوعات المثابرة. يستكشف الفنانون مثل منال محاميد المشهد الفلسطيني والمقاومة الاستعمارية بطرق فريدة. غالبًا ما تصور الهوية الوطنية من خلال رموز طبيعية مثل الغزلان الفلسطينية. إلى جانب تصويرها للنساء، لا يوجد شيء في أعمال محاميد سياسي بشكل صارخ، ومع ذلك فهي لا تزال تدعم الهوية والثقافة الفلسطينية، وهي طريقة شائعة في الفن الفلسطيني ككل.

## الفنانات في الشتات
هناك أيضًا العديد من الفنانات الفلسطينيات العاملات في الشتات مثل الفنانة التشكيلية والمخرجة السينمائية العراقية نادية عواد. تسلط أفلام عوض الضوء على معاناة الأشخاص المثليين في فلسطين والأشخاص المصابين بفيروس نقص المناعة البشرية. يستكشف معرض "من أين أتينا" للمخرجة والفنانة التشكيلية الفلسطينية الأمريكية إميلي جاسر شوق العودة إلى وطن الفلسطينيين في الشتات وتعقيدات القدرة على السفر بحرية بجواز سفر أمريكي. تستكشف المصور الفوتوغرافي المقيم في بريطانيا، لاريسا صنصور، موضوعات الصدمات المتوارثة عبر الأجيال في العائلات، وتصور القنابل التي سقطت في فلسطين، فضلاً عن القطع الأثرية الأخرى. تعمل في العديد من الوسائط. تستكشف الفنانة التشكيلية المتعددة الوسائط منى حاطوم، المولودة في بيروت والمقيمة في لندن، النزوح ومشاعر المنفى والخسارة التي تسببها الحرب للأشخاص في الشتات. ولدت سامية حلبي في القدس عام 1936 وانتقلت إلى الولايات المتحدة بسبب النكبة وعاشت هناك بقية حياتها رائدة في مجال الفن التجريدي.

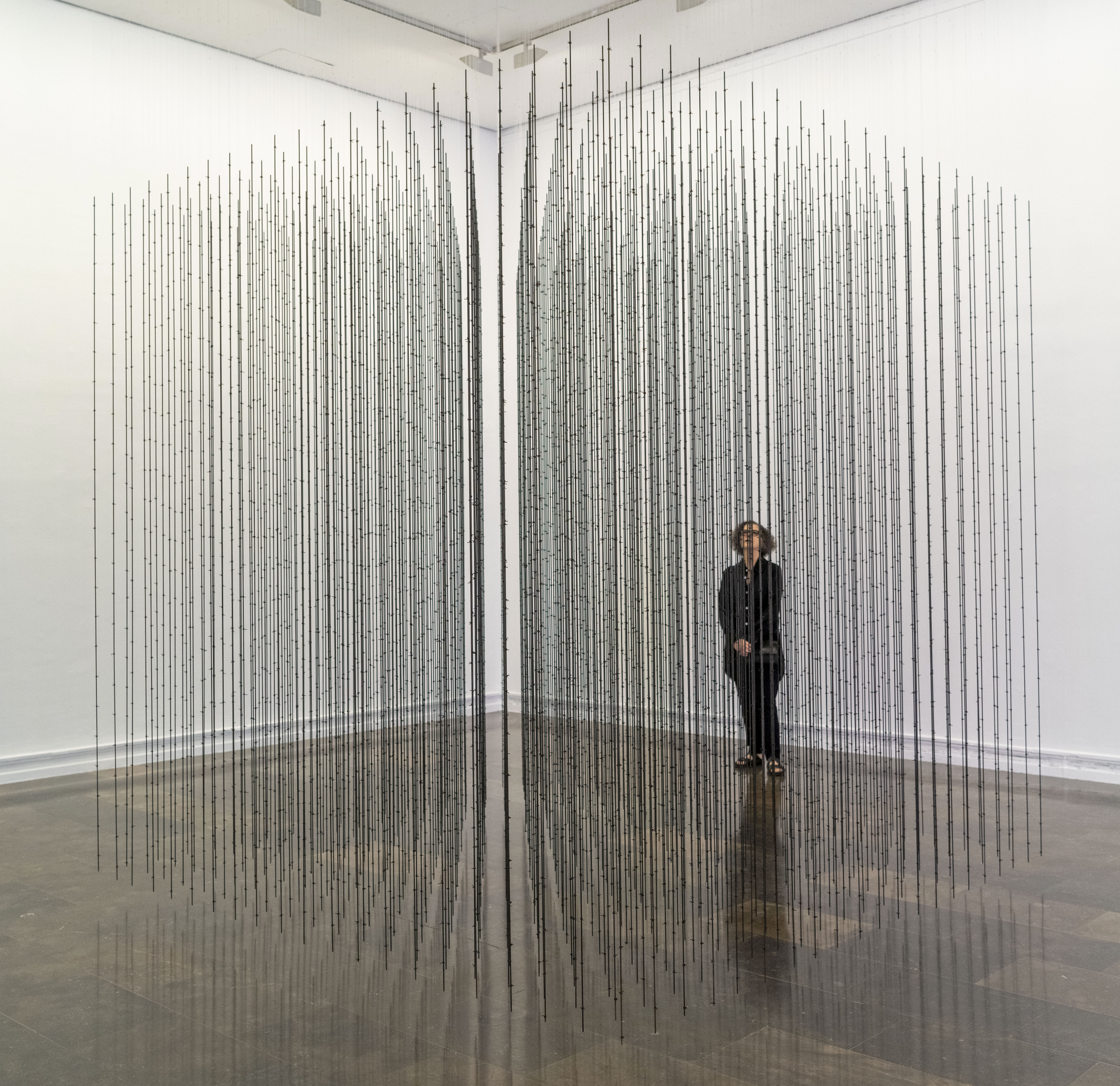
منيع بقلم منى حاطوم

نظرا لأهميتها الثقافية، قضت العديد من الفنانات الفلسطينيات النازحات حياتهن الفنية في بيروت. جوليانا سيرافيم وجومانا الحسيني هما اثنتان من هؤلاء الفنانات. وبسبب نزوحهم، كان لذكريات وطنهم تأثير قوي على أعمالهم، وخاصة صورة القدس. وبشكل عام، يخلق النزوح تجريدًا في صورة الوطن في أعمال الفنانات الفلسطينيات. ورغم انتقالهم إلى أماكن أخرى، يواصل هؤلاء الفنانون الفلسطينيون الاستعانة بوطنهم كمصدر للإلهام.